# Aker (Norvège)
Pour les articles homonymes, voir Aker (homonymie).
Aker est une ancienne municipalité indépendante du comté d'Akershus, en Norvège. 
Elle a constitué la grande majorité du territoire de la ville moderne d'Oslo.
Le nom désignait à l'origine une ferme située à proximité de l'actuelle ancienne église d'Aker. L'église est à son tour devenue la source du nom de la paroisse et plus tard de la municipalité ainsi que de la citadelle d'Akershus, le fief principal et le principal comté d'Akershus qui comprenait la majeure partie de l'Østlandet jusqu'en 1919, le plus petit comté d'Akershus et de nombreuses institutions au sein de ce comté. 
La municipalité d'Aker était de loin la plus grande municipalité du comté d'Akershus en termes de population et entourait la capitale de Christiania (rebaptisée Oslo en 1925) jusqu'en 1948 ; Aker était 27 fois plus grande que la capitale qu'elle entourait. À la fin du XIXe siècle, Aker a cédé une partie de son territoire à Christiania et, en 1948, Aker a complètement fusionné avec la municipalité d'Oslo pour créer la municipalité moderne et considérablement agrandie d'Oslo. La fusion était impopulaire à Aker, qui était à l'époque une communauté de banlieue aisée.
Le nom Aker reste utilisé dans deux districts d'Oslo, Vestre Aker et Nordre Aker, qui ne représentent qu'une petite partie de l'ancienne municipalité d'Aker.

## Histoire
Le Hundred d'Akers comptait 6 375 habitants en 1769. Le nombre passe à 7 600 en 1801. Aker est créée en tant que municipalité le 1er janvier 1838. Elle est subdivisée en 1861 en Østre et Vestre Aker, et en 1906 en Ullern et Nordstrand. Le 1er janvier 1948, la municipalité d'Aker est incorporée à la ville d'Oslo. La municipalité compte alors 135 000 habitants et comprend les zones résidentielles d'Ullern, Vestre Aker, Østre Aker et Nordstrand, ainsi que les zones périphériques qui sont toutes intégrées à Oslo.
Depuis la fondation de la ville de Christiania en 1624, Aker était la source de territoire pour l'expansion de la ville. La première expansion a eu lieu dès 1629, lorsqu'un certain nombre de fermes ont été transférées dans le quartier de Bymarken. Bymarken était la terre qui entourait Christiania jusqu'à l'expansion de la ville en 1859. Il s'agissait d'un domaine commun dans lequel les citoyens pouvaient s'adonner à l'agriculture pour leur propre ménage et fournir du fourrage d'été et d'hiver pour le bétail. Bymarken relevait de l'administration civile de la ville, mais à des fins ecclésiastiques, elle faisait toujours partie de la paroisse d'Aker. Aker borde Bymarken du côté ouest de Skillebekk (en), une ancienne banlieue d'Oslo et du côté est de l'Akerselva. L'intégralité de Bymarken et des parties de l'Akerselva sont incorporées à la ville en 1859. Des ajustements sont de nouveau effectués en 1878 et Aker est finalement pleinement incorporée à Oslo en 1948.